# Заломаево (деревня, Костромская область)
Заломаево — деревня в Буйском районе Костромской области. Входит в состав Центрального сельского поселения.

## География
Находится в западной части Костромской области на расстоянии приблизительно 18 км на северо-запад по прямой от районного центра города Буй недалеко от железнодорожной остановочной платформы 707 км (участок Вологода-Буй).

## История
В 1907 году здесь были деревни Заломаево Большое с 38 дворами и Заломаево Новое с 12 дворами.

## Население
Постоянное население составляло 175 человек в Заломаево Большое и 63 в Заломаево Новое (1897 год), 176 и 70 соответственно (1907), 10 в 2002 году (русские 100 %), 3 в 2022.